# Вук Ћук
Вук Ћук (Београд, 1987) српски је визуелни уметник и универзитетски предавач.  

## Живот и каријера
Рођен је у Београду 1987. године, у коме је провео детињство и завршио основно школовање. Потом се школова на:
- Факултету примењених уметности – Основне студије – примењено сликарство,
- Факултету  примењених уметности – Мастер студије – примењено сликарство,
- Универзитету примењених уметности у Бечу – студентска размена – сликарство.

Тренутно је на докторским студијама на Факултету примењених уметности Универзитета у Београду,на коме је ангажован и као доцент у настави.
Живи и своја мултимедијална дела ствара у Београду.

## Ликовно стваралаштво
Вук Ћук спада међу визуелне уметнике који се у свом стваралаштву бави  капиталистичком логиком, трендовима и технологијом, као и начинима на који они обликују људе и природу, истражујући нове начине живљења у савременом друштву. У својим делима он коментарише психосоцијални утицај технолошких иновација које се превише врте, чија заслепљујућа помпа ствара самореференцијалне, ефемерне вредности и чак постаје мизантропска поп-тецх култура.
За реализацију својих идеја Ћук користи различите формате, попут скулптуре (кинетичке и статичне), инсталације, цртеж, дигиталну уметност и слике. При томе...његова дела иако су потпуно заснована на примарности основних пиктуралних елемената (линија, боја, форма, материјал) сасвим су специфична због неуобичајених и разужених формата, због карактеристичног искорака у простор, због наизглед перфеционистички остварене необавезне и трапаве естетике, због неке у почетку само наговештене а потом и остварене реализације са дигиталном технологијом.
На Венецијанском бијеналу 2019. године асистирао је уметнику Ђорђу Озболту при реализацији пројекта у националном павиљону.

## Групне и самосталне изложбе
Вук Ћук је до сада имао преко 30 групних изложби у галаријама и музејима у Србији, Италији, Аустрији, Чешкој, Словенији, Данској, Немачкој, Русији, Кини, и Сједињеним Америчким Државама и неколико самосталних изложби:
- 2018. - Српски културни ценатар у Паризу,
- 2019. - Галерији Звоно у Београду, „Нови свет”.
- 2019. - Галерија Равникар у Љубљани, „Нови свет”.
- 2019. - Галерија Норбале, Хернинг, Данска, „МЕТАФОРМЕ: двострука референца”.
- 2020. - Галерија СУЛУВ, Нови Сад, „Све ће бити у реду”, Дунавски дијалози.
- 2020-21. - Галерија Еугстер, Београд, „Имамо Лос Анђелес код куће”.

## Пројекти
Ћук је аутор више пројеката у јавном простору, међу којима су значајнији:
- Мурал на згради ФПУ, Београд
- Мурал на отвореном делу Кунстлерхауса, Беч
- Витраж у Народном музеју у Крушевцу
- Просторна инсталација, е-читаоница Народне библиотеке, Крушевац
- Осликавање клупе у парку код Војводе Вука.

## Награде и признања
Вук Ћук је за своје мултимедијално стваралаштво добитник неколико награда, од којих су најзначајније:
- Награда Recognition Award музеја МАК у Бечу,
- Награда за цртеж из фонда Владимира Величковића,
- Награде за сликарство Миодраг Вујачић Мирски,
- Награде на симпозијуму скулптуре у Таијуану.